# Lancelot Hogben
Lancelot Thomas Hogben (* 9. Dezember 1895 in Portsmouth; † 22. August 1975 in Wrexham) war ein englischer Zoologe, Genetiker, Statistiker und Schriftsteller. Bekannt ist Hogben der breiten Öffentlichkeit vor allem als Autor populärwissenschaftlicher Bücher, dabei insbesondere durch seine beiden Bestseller Mathematics for the Million (1936) und Science for the Citizen (1938). Unter dem Titel Mathematik für alle entwickelte sich die deutsche Ausgabe von Mathematics for the Million nach dem Zweiten Weltkrieg ebenfalls zu einem Bestseller.

## Leben
Lancelot Hogben wurde in Portsmouth geboren und wuchs zunächst in Southsea in der Grafschaft Hampshire auf. Später, bedingt durch den Umzug seiner Familie, ging er dann in London zur Schule. Er studierte Medizin am Trinity College der Cambridge University und schloss das Studium 1915 ab. Seine Eltern waren Mitglieder der Plymouth Brethren, einem konservativen Zweig der Brüderbewegung. Hogben brach jedoch mit den religiösen Auffassungen seiner Familie und nahm sozialistische und pazifistische Überzeugungen an. Während seiner Zeit in Cambridge war er Mitglied der Fabian Society und später dann auch der Independent Labour Party. Im Ersten Weltkrieg arbeitete er zunächst sechs Monate beim Britischen Roten Kreuz in Frankreich und wurde dann als Kriegsdienstverweigerer (engl. conscientious objector) inhaftiert. Nach einem gesundheitlichen Zusammenbruch wurde er 1917 aus der Haft entlassen und arbeitete nach einer einjährigen gesundheitlichen Rehabilitationszeit als Dozent in London. Im Jahr 1917 heiratete er die Statistikerin und Feministin Enid Charles. 1922 nahm er zunächst eine Stelle als Dozent an der University of Edinburgh an, wechselte dann zu McGill University und übernahm 1927 schließlich den Lehrstuhl für Zoologie an der University of Cape Town. 1930 kehrte nach England zurück und erhielt an der London School of Economics den Lehrstuhl für Sozialbiologie, der von der Rockefeller-Stiftung finanziert wurde. 1923 wurde er Mitglied der Royal Society of Edinburgh und  1936 der Royal Society of London. Als die Rockefeller-Stiftung 1937 die Finanzierung seines Lehrstuhls einstellte, wurde er Regius Professor of Natural History (Naturgeschichte) an der University of Aberdeen. Später wechselte er zur University of Birmingham, wo er erst als Professor für Zoologie (1941–1947) und dann bis zu seiner Emeritierung im Jahre 1961 als Professor für medizinische Statistik arbeitete. Nachdem 1957 seine Ehe mit Enid Charles, aus der vier Kinder hervorgegangen waren, geschieden wurde, heiratete er später Sarah Jane Roberts. 1963 wurde er Vizekanzler und Mathematiker an der neugegründeten University of Guyana in Georgetown.

## Werk

### Beiträge zur Biologie
Zu Hogbens Beiträgen in der Biologie gehören Untersuchungen zu den Farbwechselmechanismen bei Amphibien und Reptilien. Er untersuchte ebenfalls die Auswirkungen von Hormonen auf die Reproduktion und Schwangerschaftszyklen bei Wirbeltieren. Seine Ergebnisse waren wichtig für die spätere Entwicklung von hormonbasierten Verhütungsmitteln und Schwangerschaftstests. Seine Untersuchungen führte er vor allem an dem Krallenfrosch (Xenopus laevis) durch.
Zusammen mit Julian Huxley und dem Genetiker Francis Albert Eley Crew gründete er 1923 die Society for Experimental Biology und deren Zeitschrift Journal of Experimental Biology, die gemeinsam mit der Cambridge University Press publiziert wurde.

### „Mathematik für alle“
Neben mehreren Fachbüchern veröffentlichte er auch populärwissenschaftliche Bücher, die eine große Verbreitung erreichten, bekannt sind vor allem die beiden internationalen Bestseller Mathematics for the Million (1936) und Science for the Citizen (1938).
Mathematics for the Million ist ein über 600-seitiges Mathematikbuch, das 1936 veröffentlicht wurde. Seine deutsche Übersetzung erschien 1953 bei Kiepenheuer & Witsch unter dem Titel Mathematik für alle. Eine Einführung in die Wissenschaft der Zahlen und Figuren. Es entwickelte sich zu einem weltweiten Bestseller und wird auch nach 70 Jahren weiterhin kommerziell verlegt. Der Fields-Medaillen-Preisträger David Mumford bezeichnete es in einem Interview einmal als das Buch, das ihn ursprünglich für die Mathematik begeistert hatte.
Das Buch enthält sowohl Elemente eines populärwissenschaftlichen Buches als auch eines Lehrbuchs.
Von einem populärwissenschaftlichen Buch unterscheidet es sich vor allem dadurch, dass es keine überwiegend literarische Beschreibung von Mathematik ist, sondern tatsächlich detaillierte mathematische Inhalte vermittelt. Wie in Lehrbüchern üblich enthält es zu jedem Kapitel Aufgaben für den Leser sowie auch deren Lösungen zur Selbstkontrolle. Der Leser lernt somit nicht nur etwas über Mathematik, sondern er lernt auch Mathematik selbst.
Von einem normalen Lehrbuch unterscheidet es sich jedoch durch Stoffauswahl und Aufbau. Die mathematischen Inhalte werden nicht nach einem logischen, rein an den mathematischen Zusammenhängen orientierten Aufbau strukturiert; vielmehr folgt das Buch der historischen Entwicklung der Mathematik, wobei es seine mathematischen Inhalte aus konkreten historischen Problemstellungen heraus entwickelt und diese auch in einen kulturhistorischen Zusammenhang stellt.
Inhaltlich behandelt es Arithmetik, Algebra, Trigonometrie, Logarithmen, Reihen, Differential- und Integralrechnung, Determinanten, Zahlentheorie, Kombinatorik und Wahrscheinlichkeitsrechnung. In seinem historischen Aufbau beginnt es dabei mit der Entwicklung der Arithmetik im frühen Altertum und endet mit der Entwicklung der Differential- und Integralrechnung sowie der Wahrscheinlichkeitsrechnung im 18. Jahrhundert.

## Veröffentlichungen
- Exiles of the Snow, and Other Poems (1918)
- An Introduction to Recent Advances in Comparative Physiology (1924) with Frank R. Winton
- The Pigmentary Effector System. A review of the physiology of colour response (1924)
- Comparative Physiology (1926)
- Comparative Physiology of Internal Secretion (1927)
- The Nature of Living Matter (1930)
- Genetic Principles in Medical and Social Science (1931)
- Mathematics for the Million (1936). Neuere deutsche Ausgabe: Mathematik für alle. Eine Einführung in die Wissenschaft der Zahlen und Figuren. Pawlak 1985, ISBN 3-88199-208-1 (Onlike-Kopie der englischen Ausgabe auf archive.org)
- The Retreat from Reason (1936) Conway Memorial Lecture May 20, 1936
- Science for the Citizen: A Self-Educator Based on the Social Background of Scientific Discovery (1938)
- Political Arithmetic: A Symposium of Population Studies. (1938) Hrsg.
- Dangerous Thoughts (1939)
- Author in Transit (1940)
- Principles of Animal Biology (1940)
- Interglossa: A Draft of an Auxiliary for a Democratic world order, Being an Attempt to Apply Semantic Principles to Language Design (1943)
- The Loom of Language by Frederick Bodmer (1944) editor
- An Introduction to Mathematical Genetics (1946)
- History of the Homeland The Story of the British Background: by Henry Hamilton (1947) editor, No. 4 of Primers for the Age of Plenty
- From Cave Painting To Comic Strip: A Kaleidoscope of Human Communication (1949)
- Chance and Choice by Cardpack and Chessboard (1950)
- Man Must Measure: The Wonderful World of Mathematics (1955)
- Statistical theory. The relationship of probability, credibility and error. An examination of the contemporary crisis in statistical theory from a behaviorist viewpoint (1957)
- The Wonderful World Of Energy (1957)
- The Signs of Civilisation (1959)
- The Wonderful World Of Communication (1959)
- Mathematics In The Making (1961)
- Essential World English (1963) mit Jane Hogben und Maureen Cartwright
- Science in Authority: Essays (1963)
- The Mother Tongue (1965)
- Whales for the Welsh – A Tale of War and Peace with Notes for those who Teach or Preach (1967)
- Beginnings and Blunders or Before Science Began (1970)
- The Vocabulary Of Science (1970) with Maureen Cartwright
- Astronomer Priest and Ancient Mariner (1972)
- Maps, Mirrors and Mechanics (1973)
- Columbus, the Cannon Ball and the Common Pump (1974)
- How The World Was Explored (Hrsg. mit Marie Neurath und J. A. Lauwerys)
- Lancelot Hogben: Scientific Humanist (1998). Autobiographie, hrsg. von Adrian Hogben and Anne Hogben